# Nekropole von Son Real
Die Nekropole von Son Real (mallorquinisch Necròpolis de Son Real, auch Necròpoli de la punta Fenicis) ist ein prähistorisches, zu großen Teilen oberirdisch angelegtes Gräberfeld an der Nordküste der spanischen Baleareninsel Mallorca. Über die Kultur der Erbauer ist mangels schriftlicher Überlieferungen wenig bekannt. Sie ist die größte bisher aufgefundene und freigelegte „Totenstadt“ auf den Balearischen Inseln.

## Lage
Die Nekropole von Son Real liegt in der mallorquinischen Gemeinde Santa Margalida auf der kleinen Landzunge Punta des Fenicis, der „Spitze der Phönizier“, direkt an der Badia d’Alcúdia („Bucht von Alcúdia“). Das Küstengebiet Son Real im Norden der Insel, in dem sich die Grabbauten befinden, ist nach einem rund 395 Hektar großen Landgut benannt, dessen Hauptgebäude sich an der Straße (MA-12) von Alcúdia nach Artà befinden. Außer den Gebäuden des Gutes ist dieser Küstenstreifen zwischen den Orten Can Picafort im Westen und dem östlichen Son Serra de Marina unbebaut. Ein Großteil der Fläche von Son Real besteht aus Kiefernwald, der jedoch die oftmals felsige flache Küste ausschließt, so dass die sich dort befindenden historischen Gräber nicht durch Baumwuchs verdeckt sind.

## Beschreibung

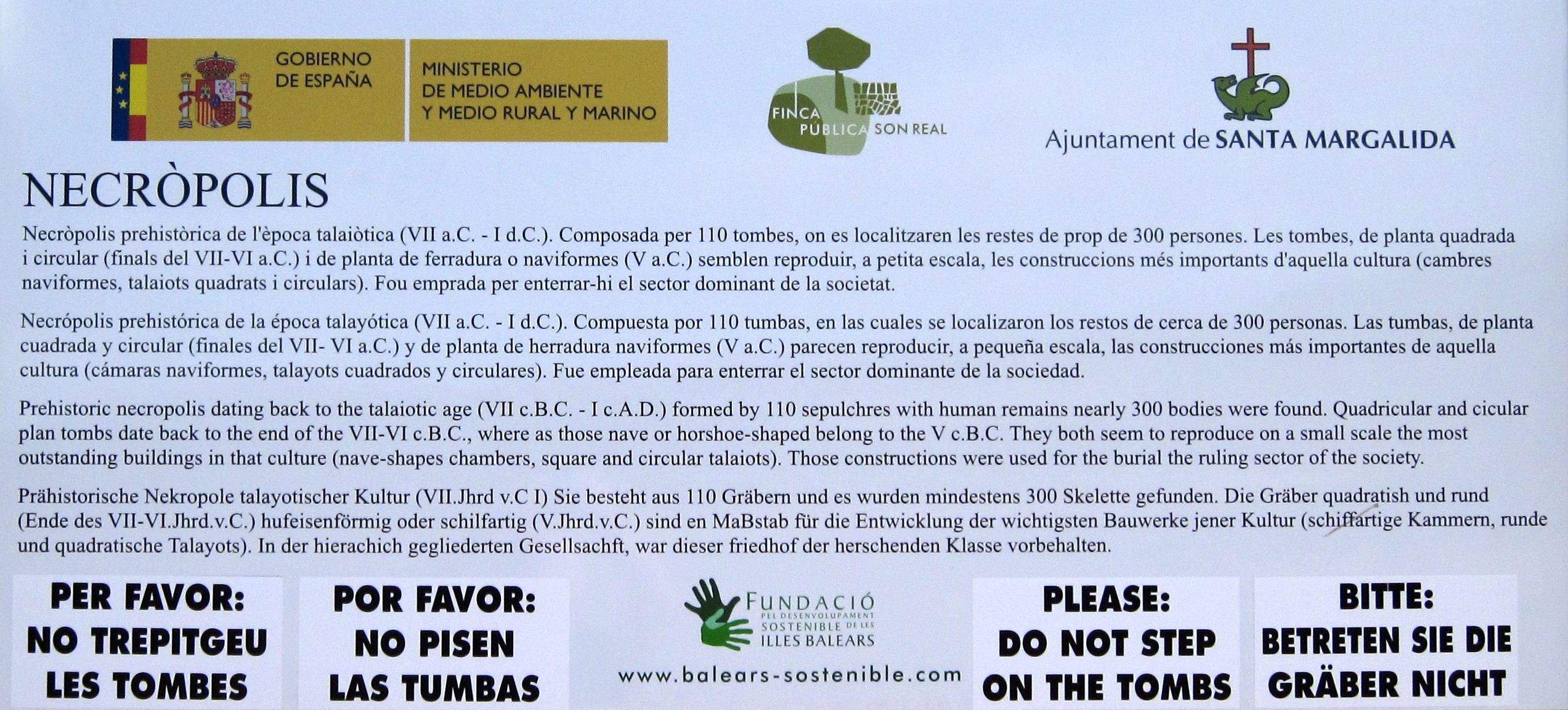
Hinweistafel vor der Nekropole

Die 800 Quadratmeter umfassende Nekropole stammt aus dem 7. bis 4. Jahrhundert v. Chr., wurde aber auch später noch als Bestattungsort genutzt. Archäologische Ausgrabungen auf dem Gelände begannen nach der Entdeckung im Jahr 1957 im Auftrag und finanziert durch die William L. Bryant Foundation und wurden bis 1970 abgeschlossen. Die 109 erhalten gebliebenen Grabstätten gleichen in ihrer megalithischen Bauweise zum Teil verkleinerten schiffs- oder hufeisenförmigen Naviformes, andere den runden und quadratischen Türmen der damaligen Zeit der späten Talaiot-Kultur (Talaiotikum III und IV). Dabei werden die runden Grabbauten dem Ende des 7. Jahrhunderts v. Chr., die hufeisenförmigen dem 5. und die rechteckigen Bauten dem 4. Jahrhundert v. Chr. zugeordnet. Ein Teil der Nekropole wurde wahrscheinlich durch die Meereserosion zerstört.
Den über 300 aufgefundenen Toten waren Waffen, Schmuck und Alltagsgegenstände beigegeben. Des Weiteren fand man Tierknochen und Muscheln in den Gräbern. Die meist nach Südosten ausgerichteten Bauten weisen vielfach jeweils zwei Nischen auf, in welche die Leichname in Fötusstellung abgelegt waren. Ab dem 4. Jahrhundert v. Chr. wurde auch Brandbestattung praktiziert. Nahe der Nekropole befinden sich auf der kleinen der Küste vorgelagerten Insel s’Illot des Porros weitere Grabstellen. Unklar ist die Herkunft der in der Nekropole Bestatteten, da bis heute keine zugehörige Siedlung gefunden wurde. Eine vormals angenommene phönizische Grablegung wird mittlerweile ausgeschlossen. Fundstücke aus den Gräbern der Nekropole können im Monografischen Museum von Pol·lèntia in Alcúdia besichtigt werden.

Ansichten der Nekropole
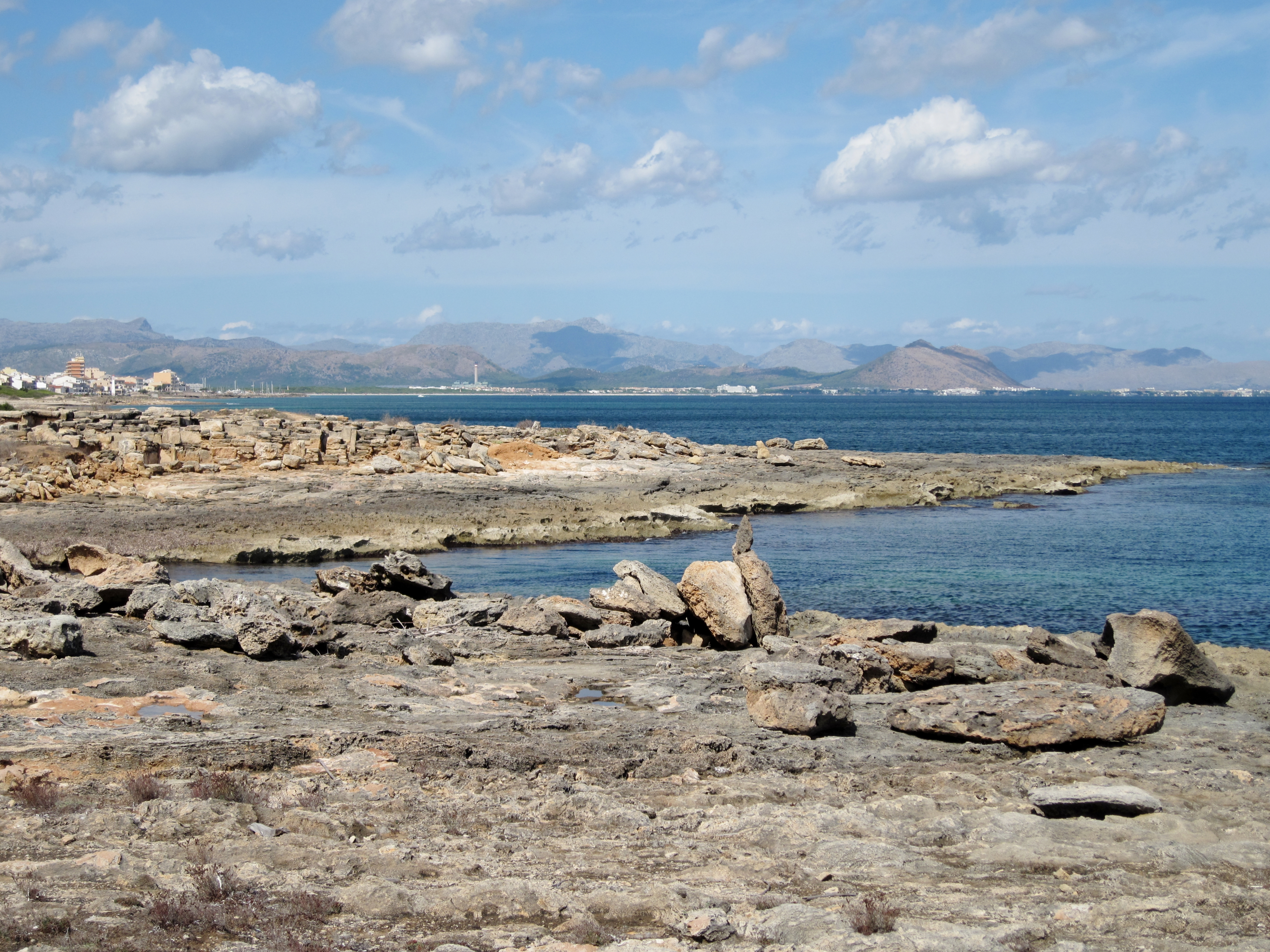
Die Punta des Fenicis mit den Grabstätten
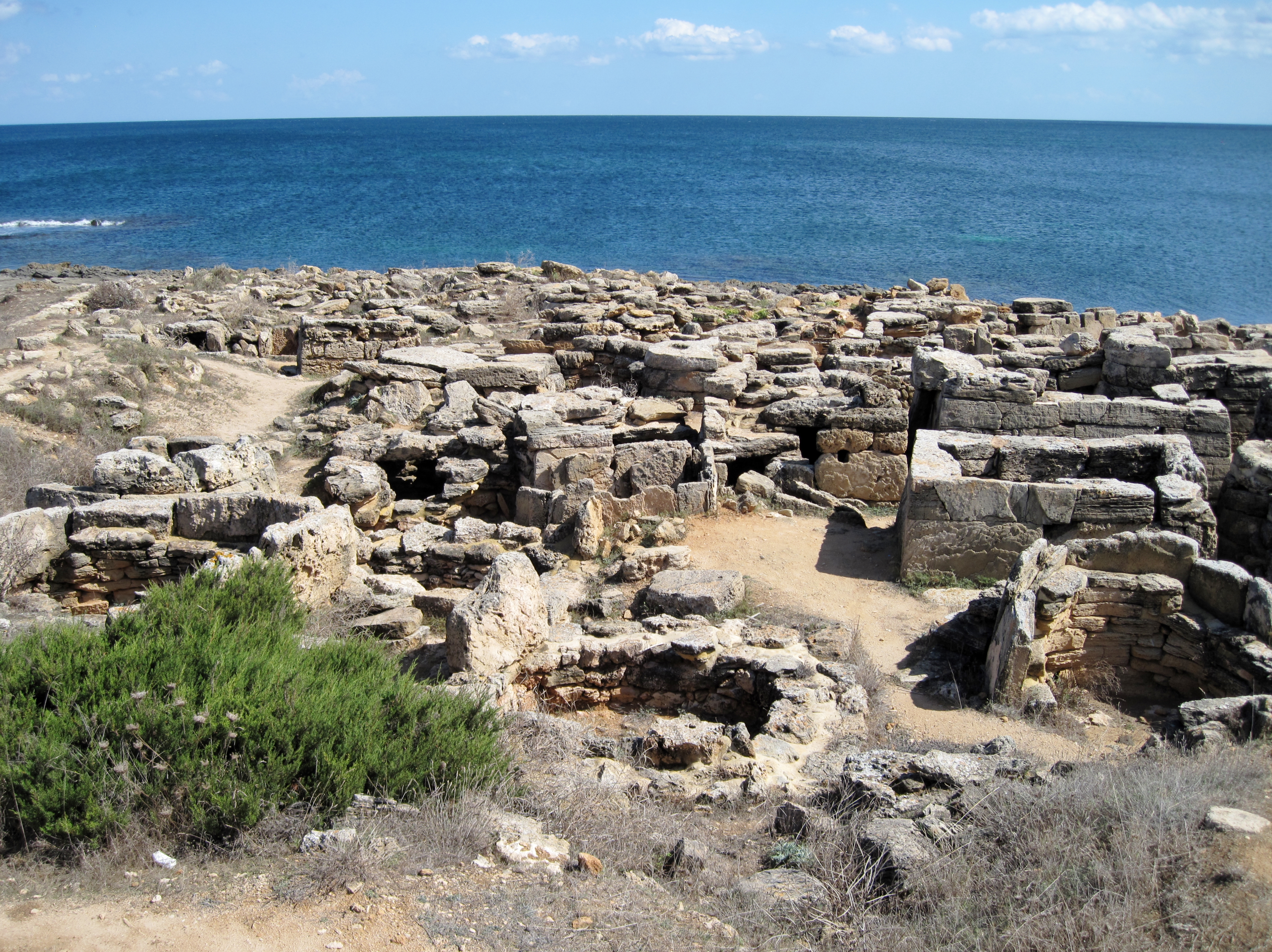
Blick über das Gräberfeld
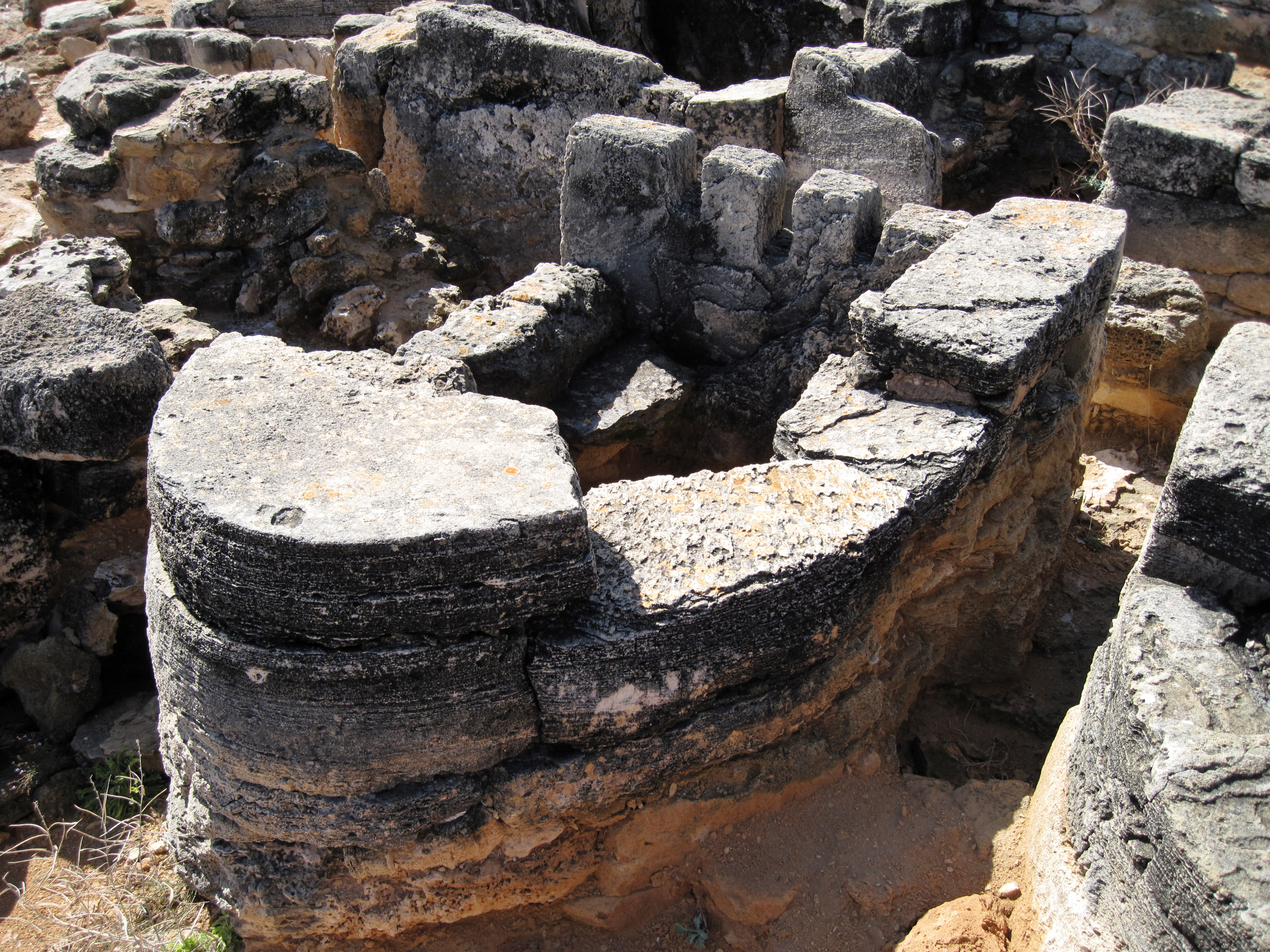
Naviforme Grabanlage
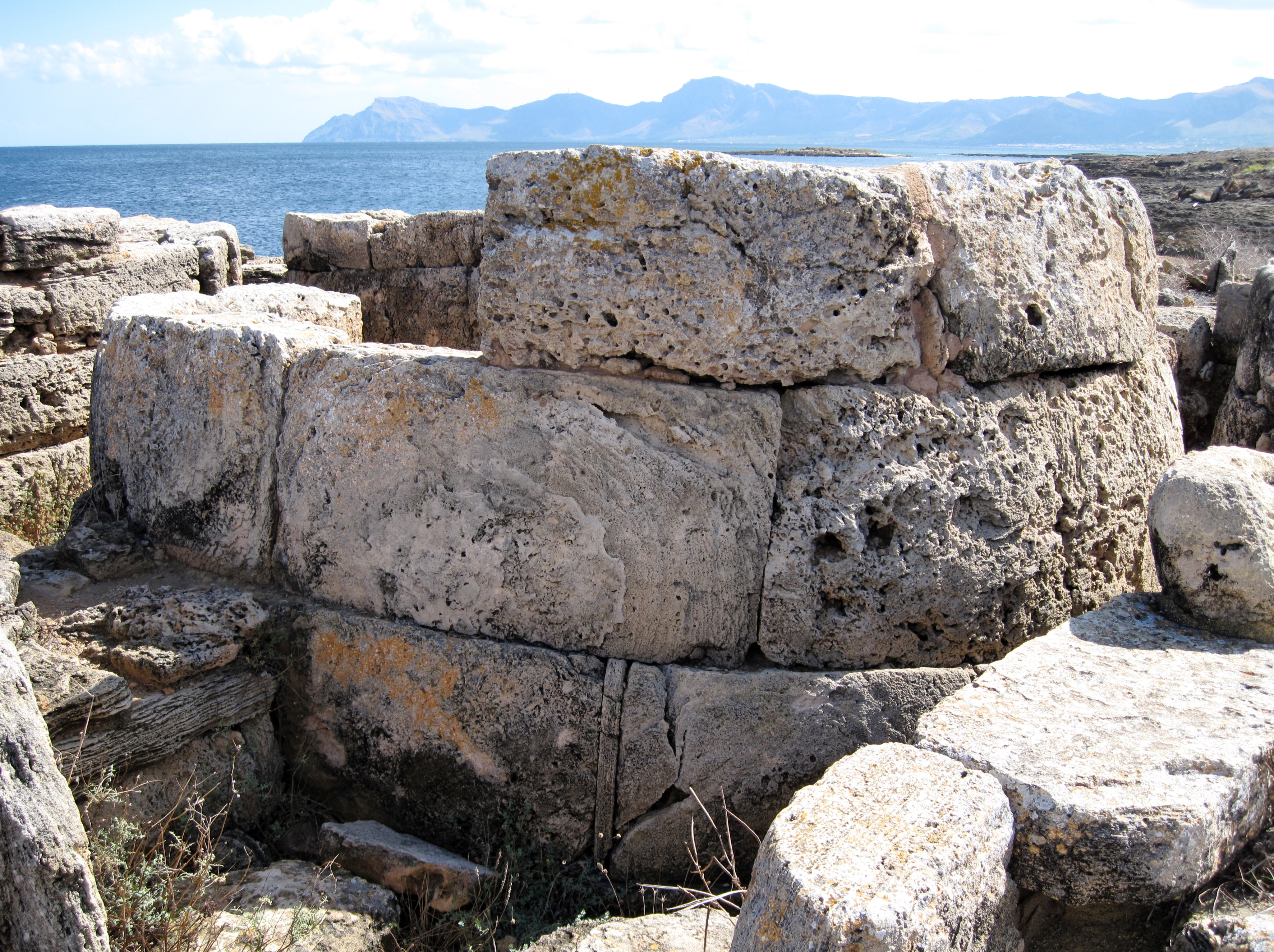
Eine der runden Grabstätten